# Nzérékoré (prefektura)
Nzérékoré – prefektura w południowo-wschodniej części Gwinei, w regionie Nzérékoré. Zajmuje powierzchnię 3632 km². W 1996 roku liczyła ok. 283 tys. mieszkańców. Siedzibą administracyjną prefektury jest miejscowość Nzérékoré.